# Liste der Biografien/Hat
Liste der Biografien |
Portal Biografien |
Personensuche
# |
A |
B |
C |
D |
E |
F |
G |
H |
I |
J |
K |
L |
M |
N |
O |
P |
Q |
R |
S |
T |
U |
V |
W |
X |
Y |
Z |
?
 
Ha |
Hd |
He |
Hi |
Hj |
Hk |
Hl |
Hm |
Hn |
Ho |
Hr |
Hs |
Ht |
Hu |
Hv |
Hw |
Hy
 
Haa |
Hab |
Hac |
Had |
Hae–Haf |
Hag |
Hah |
Hai |
Haj |
Hak |
Hal |
Ham |
Han |
Hao |
Hap |
Haq |
Har |
Has |
Hat |
Hau |
Hav |
Haw |
Hax |
Hay |
Haz
Die Liste der Biografien führt alle Personen auf, die in der deutschsprachigen Wikipedia einen Artikel haben. Dieses ist eine Teilliste mit 486 Einträgen von Personen, deren Namen mit den Buchstaben „Hat“ beginnt.

## Hat
- Hat (Goldschmied II), altägyptischer Goldschmied
- Hat (Goldschmied I), altägyptischer Goldschmied
- Hat Hor, altägyptischer König
- Hat, Caroline (* 1996), österreichische Kiddy-Contest-Siegerin

### Hata
- Hata, Aymon (* 1984), britisch-japanischer Pokerspieler
- Hata, Hikosaburō (1890–1959), Generalleutnant der kaiserlich japanischen Armee
- Hata, Jirō (* 1969), japanischer Politiker
- Hata, Junki (* 1994), japanischer Fußballspieler
- Hata, Kenjirō (* 1975), japanischer Mangakünstler
- Hata, Kōhei (* 1935), japanischer Schriftsteller
- Hata, Masanori (1935–2023), japanischer Zoologe, Naturliebhaber und Essayist
- Hata, Minoru (* 1989), japanischer Fußballspieler
- Hata, Sahachirō (1873–1938), japanischer Wissenschaftler und Bakteriologe
- Hata, Shunroku (1879–1962), japanischer Kriegsminister und GeneralfeldmarschallHata Shunroku (1879–1962)

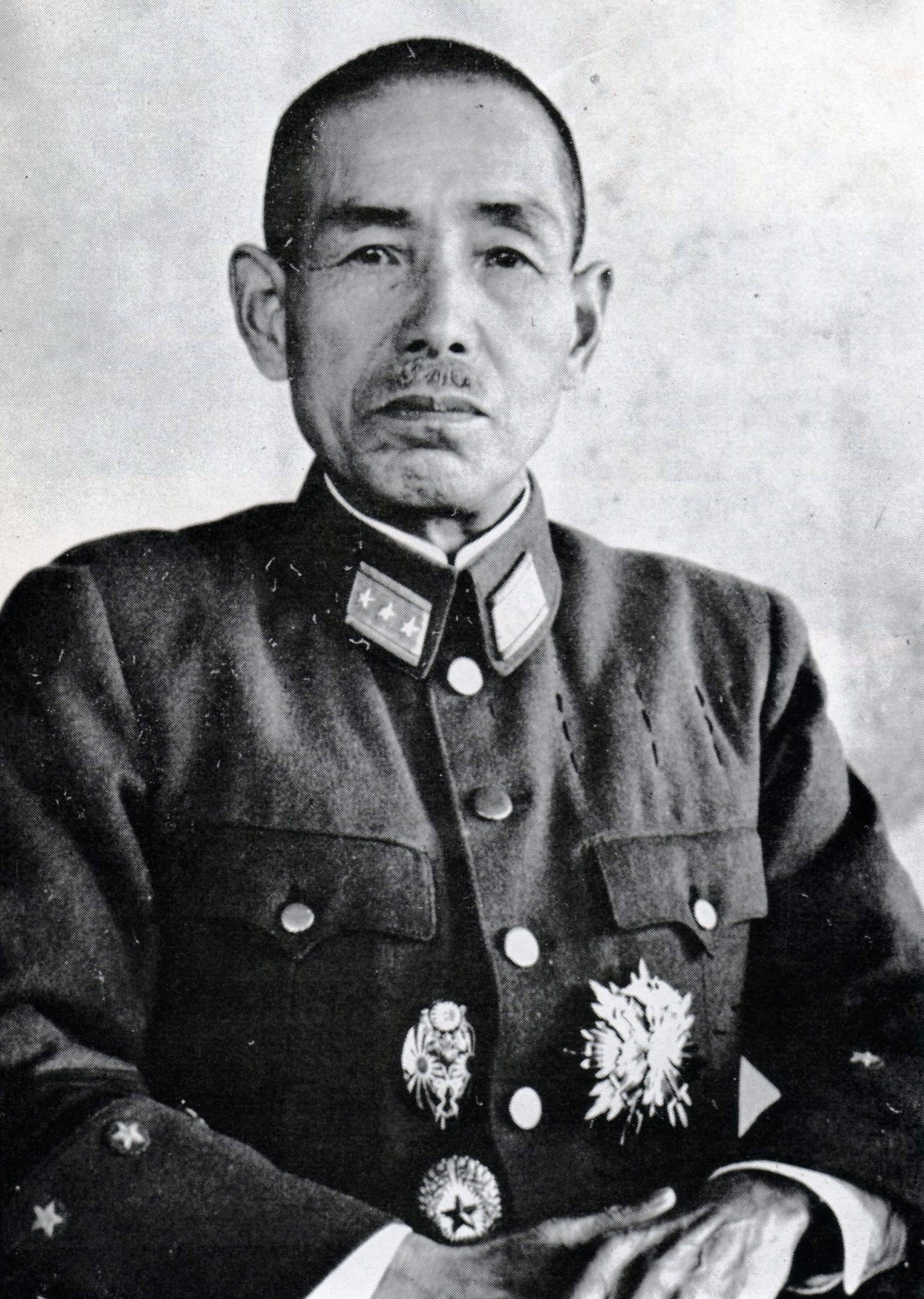
Hata Shunroku (1879–1962)

- Hata, Sumire (* 1996), japanische Weitspringerin
- Hata, Taiga (* 2002), japanischer Fußballspieler
- Hata, Teruo (1887–1945), japanischer Maler
- Hata, Toyokichi (1892–1956), japanischer Geschäftsmann, Regisseur, Übersetzer, Essayist und Entertainer
- Hata, Tsutomu (1935–2017), 51. Premierminister von Japan
- Hata, Yōko, japanische Badmintonspielerin
- Hata, Yūichirō (1967–2020), japanischer Politiker
- Hatada, Naoki (* 1990), japanischer Fußballspieler
- Hatae, Hana (* 1988), US-amerikanische Schauspielerin
- Hatagan, Nadia (* 1979), rumänische Kunstturnerin
- Hatahashi, Hiroki (* 2002), japanischer Fußballspieler
- Hatak, Isabella (* 1983), österreichische Wirtschaftswissenschaftlerin
- Hatakawa, Aya (* 2004), deutsche Eiskunstläuferin
- Hatakeyama, Issei (1881–1971), japanischer Ingenieur, Unternehmer und Sammler
- Hatakeyama, Kinsei (1897–1995), japanischer Maler der Nihonga-Richtung
- Hatakeyama, Naoya (* 1958), japanischer Künstler
- Hatakeyama, Sae (* 1999), japanische Radrennfahrerin
- Hatakeyama, Shigeo (* 1977), japanischer Diskuswerfer
- Hatakeyama, Shigetada (1164–1205), japanischer Krieger
- Hatakeyama, Takanori (* 1975), japanischer Boxer und Normalausleger
- Hatakeyama, Yōsuke (* 1980), japanischer nordischer Kombinierer
- Hatakka, Kärtsy (* 1967), finnischer Rockmusiker
- Hatakka, Tuomo (* 1956), finnischer Manager, Vorstandsvorsitzender Vattenfall Europe
- Hatala, Gregor (* 1974), österreichischer Balletttänzer
- Hatami, Ali (1944–1996), iranischer Filmemacher
- Hatami, Amir, iranischer Brigadegeneral und VerteidigungsministerAmir Hatami

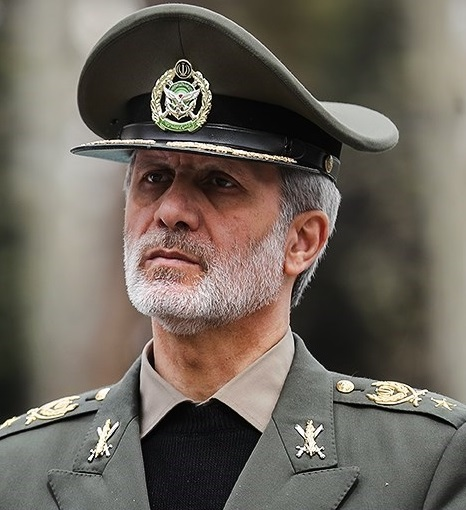
Amir Hatami

- Hatami, Leila (* 1972), iranische Schauspielerin
- Hatamikia, Ebrahim (* 1961), iranischer Regisseur, Drehbuchautor, Kameramann und Schauspieler
- Hatamiya, Jon, US-amerikanischer Jazzmusiker (Posaune)
- Hatamoto, Tokio (* 1992), japanischer Fußballspieler
- Hatamova, Shaxnoza (* 1999), usbekische Tennisspielerin
- Hatanaka, Kenji (1912–1945), japanischer Major im Zweiten WeltkriegHatanaka Kenji (1912–1945)

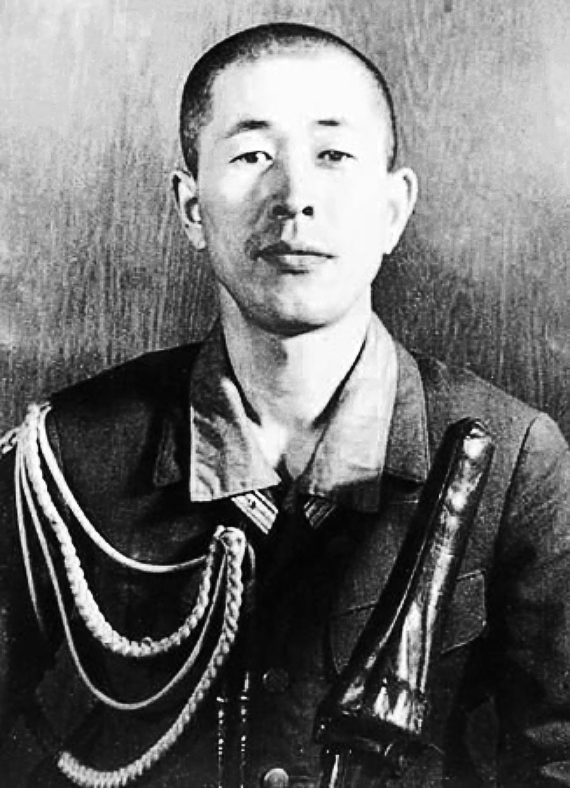
Hatanaka Kenji (1912–1945)

- Hatanaka, Kiyoshi (* 1967), japanischer Boxer im Superbantamgewicht
- Hatanaka, Makito (* 1996), japanischer Fußballspieler
- Hatanaka, Miyuki (* 1975), japanische Freestyle-Skierin
- Hatanaka, Shinnosuke (* 1995), japanischer Fußballspieler
- Hatanaka, Takeo (1914–1963), japanischer Astronom
- Hatanaka, Yūki (* 1993), japanischer Fußballspieler
- Hatanaka, Yūsuke (* 1985), japanischer Radrennfahrer
- Hatano, Gō (* 1998), japanischer Fußballspieler
- Hatano, Hiroshi (* 1984), japanischer Fußballspieler
- Hatano, Kanji (1905–2001), japanischer Psychologe
- Hatano, Seiichi (1877–1950), japanischer Philosoph und Religionswissenschaftler
- Hatao, Hiroto (* 1990), japanischer Fußballspieler
- Hataš, Dismas (1724–1777), tschechischer Komponist
- Hataš, Jan (1751–1784), böhmischer Komponist
- Hataš, Jan Václav (* 1727), böhmischer Komponist
- Hataš, Jindřich Krištof (* 1739), böhmischer Komponist
- Hatate, Reo (* 1997), japanischer Fußballspieler
- Hatawez, Kiryl (* 1991), belarussischer Eishockeyspieler
- Hataya, Yoshimi (* 1980), japanische Badmintonspielerin
- Hataz von Axum, König von Axum

### Hatc
- Hatch, Arthur J. (1910–2008), US-amerikanischer Elektroingenieur und Firmenmanager
- Hatch, Ashley (* 1995), US-amerikanische Fußballspielerin
- Hatch, Carl (1889–1963), US-amerikanischer Jurist und Politiker
- Hatch, Charles P. (1868–1946), US-amerikanischer Geschäftsmann und Politiker
- Hatch, David (1939–2007), britischer Produzent und Manager
- Hatch, Edwin (1835–1889), englischer Theologe und Septuagintaforscher
- Hatch, Eric (1901–1973), US-amerikanischer Autor von Drehbüchern, Kurzgeschichten und Romanen
- Hatch, Henry J. (* 1935), US-amerikanischer Offizier, Generalleutnant der US-Army
- Hatch, Herschel H. (1837–1920), US-amerikanischer Politiker
- Hatch, Ike (1891–1961), amerikanischer Jazz- und Vaudeville-Musiker
- Hatch, Israel T. (1808–1875), US-amerikanischer Politiker
- Hatch, Jethro A. (1837–1912), US-amerikanischer Politiker
- Hatch, John (* 1996), US-amerikanischer Volleyballspieler
- Hatch, John, Baron Hatch of Lusby (1917–1992), britischer Hochschullehrer und Politiker
- Hatch, Marshall Davidson (* 1932), australischer Biochemiker und Pflanzenphysiologe
- Hatch, Monroe W. junior (* 1933), US-amerikanischer Offizier, General der US Air Force
- Hatch, Orrin (1934–2022), US-amerikanischer Politiker der Republikanischen Partei
- Hatch, Ozias M. (1814–1893), US-amerikanischer Geschäftsmann und Politiker
- Hatch, Richard (1945–2017), US-amerikanischer Schauspieler und SchriftstellerRichard Hatch (1945–2017)

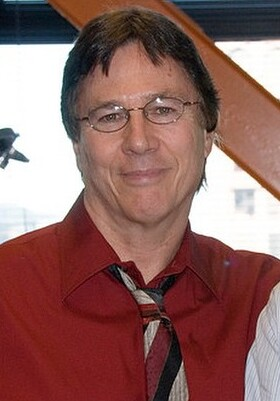
Richard Hatch (1945–2017)

- Hatch, Richard (* 1955), US-amerikanischer Zauberkünstler und Autor
- Hatch, Sidney (1883–1966), US-amerikanischer Langstreckenläufer
- Hatch, Silas C. (1821–1890), US-amerikanischer Geschäftsmann und Politiker
- Hatch, Tony (* 1939), britischer Komponist, Songwriter, Pianist, Musikproduzent und Arrangeur
- Hatch, William H. (1833–1896), US-amerikanischer Politiker
- Hatcha, britischer Dubstep-Produzent
- Hatcher, Allen (* 1944), US-amerikanischer Mathematiker
- Hatcher, Anna Granville (1905–1978), US-amerikanische Romanistin und Linguistin
- Hatcher, Charles Floyd (* 1939), US-amerikanischer Politiker
- Hatcher, Charles Ray (1929–1984), US-amerikanischer Serienmörder
- Hatcher, Derian (* 1972), US-amerikanischer Eishockeyspieler und -trainer
- Hatcher, Gene (* 1959), US-amerikanischer Boxer im Halbweltergewicht, WBA-Weltmeister
- Hatcher, Gerrit, US-amerikanischer Jazz- und Improvisationsmusiker (Saxophone)
- Hatcher, Harley (* 1939), US-amerikanischer Songwriter und Musikproduzent
- Hatcher, John Bell (1861–1904), US-amerikanischer Paläontologe
- Hatcher, Julian (1888–1963), US-amerikanischer Offizier und Waffenexperte
- Hatcher, Kevin (* 1966), US-amerikanischer Eishockeyspieler
- Hatcher, Michael (* 1940), britischer Schatzsucher
- Hatcher, Robert Anthony (1819–1886), US-amerikanischer Politiker
- Hatcher, Robert D. (* 1940), US-amerikanischer Geologe
- Hatcher, Teri (* 1964), US-amerikanische SchauspielerinTeri Hatcher (* 1964)

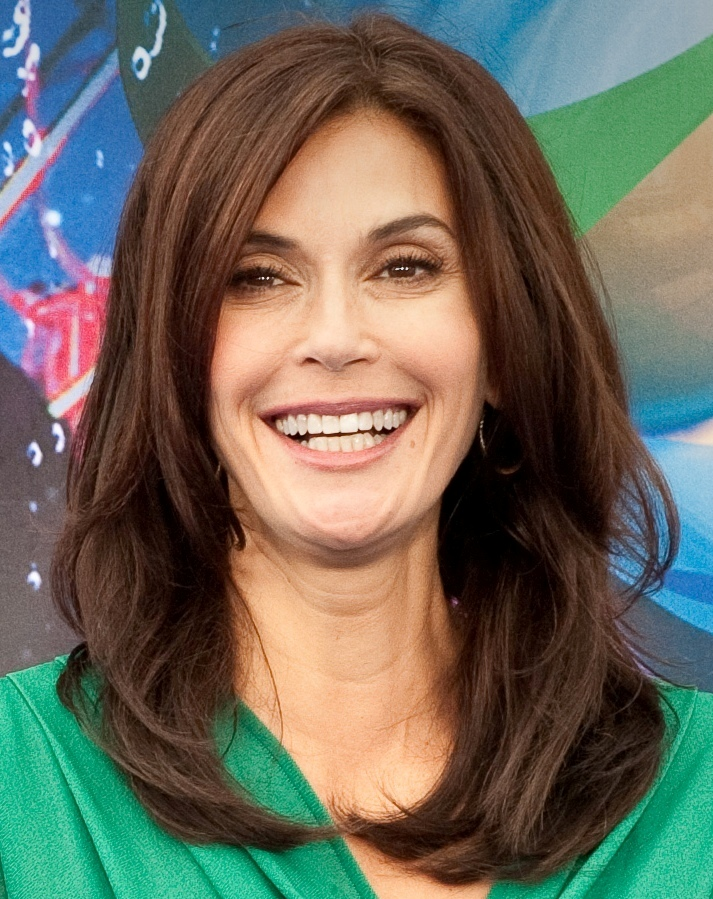
Teri Hatcher (* 1964)

- Hatcher, William S. (1935–2005), US-amerikanischer Mathematiker, Philosoph und Bahai-Theologe
- Hatchett, Charles (1765–1847), englischer Chemiker
- Hatchiban, Joe (* 1973), irischer MusikveranstalterJoe Hatchiban (* 1973)

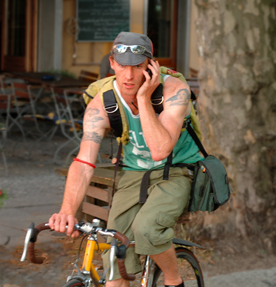
Joe Hatchiban (* 1973)

### Hate
- Hate, Chandrakala A. (1903–1990), indische Soziologin, Autorin, Feministin und Hochschullehrerin
- Hateboer, Hans (* 1994), niederländischer Fußballspieler
- Hatef, Abdul Rahim (1925–2013), afghanischer Politiker
- Hațegan, Gheorghe (* 1970), rumänischer Manager
- Hațegan, Ovidiu (* 1980), rumänischer Fußballschiedsrichter
- Hategan, Roberto (* 2001), US-amerikanischer Fußballspieler
- Hategeka, Gasore (* 1987), ruandischer Radrennfahrer
- Hateley, Linzi (* 1970), britische Musicaldarstellerin, Sängerin und Bühnenschauspielerin
- Hateley, Mark (* 1961), englischer Fußballspieler und -trainer
- Hateley, Tony (1941–2014), englischer Fußballspieler
- Hatem, Abdulaziz (* 1990), katarischer Fußballspieler
- Hatem, Jad (* 1952), libanesischer Philosoph, katholischer Theologe und Literat
- Hatemo, Rober (* 1974), türkisch-armenischer Popmusiker
- Haterius Agrippa, Decimus, römischer Politiker und Senator, Konsul 22
- Haterius Antoninus, Quintus, römischer Politiker und Senator
- Haterius Saturninus, Tiberius, römischer Suffektkonsul (164)
- Haterius, Quintus († 26), römischer Senator
- Hates, Adrian (* 1973), deutscher MusikerAdrian Hates (* 1973)

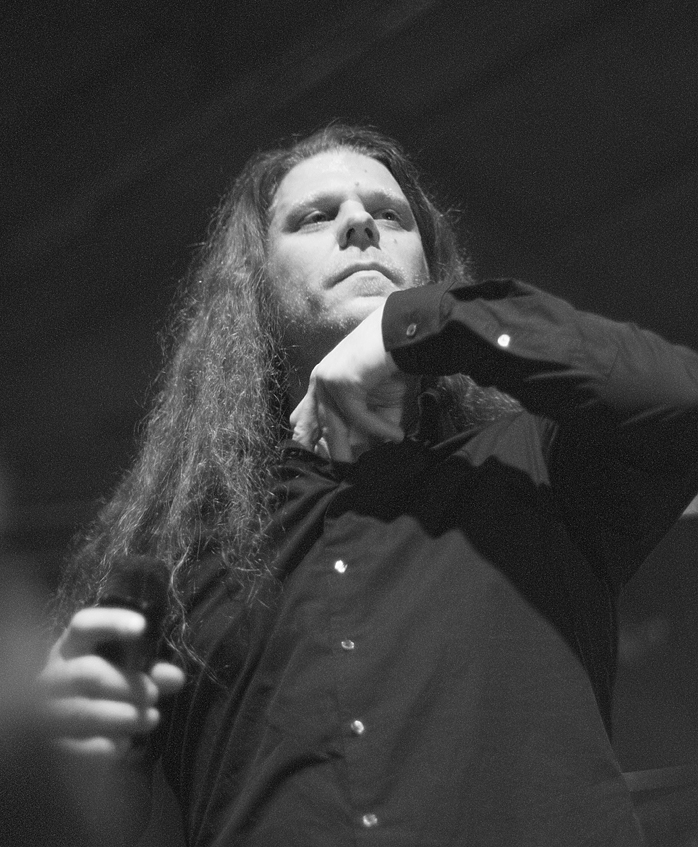
Adrian Hates (* 1973)

### Hatf
- Hatfield, Bobby (1940–2003), US-amerikanischer Sänger des Soul-Duos "The Righteous Brothers"
- Hatfield, Brad (* 1956), US-amerikanischer Jazzpianist und Komponist
- Hatfield, Charles (1875–1958), US-amerikanischer Amateurmeteorologe
- Hatfield, Elaine (* 1937), US-amerikanische Psychologin und Sexualforscherin
- Hatfield, George J. (1887–1953), US-amerikanischer Jurist und Politiker
- Hatfield, Henry D. (1875–1962), US-amerikanischer Politiker
- Hatfield, Hurd (1917–1998), irischer Schauspieler US-amerikanischer Abstammung
- Hatfield, Janet, US-amerikanische Triathletin
- Hatfield, John (1893–1965), britischer Schwimmer und Wasserballspieler
- Hatfield, Juliana (* 1967), US-amerikanische Rockmusikerin
- Hatfield, Mark (1922–2011), US-amerikanischer Politiker
- Hatfield, Paul G. (1928–2000), US-amerikanischer Jurist und Politiker
- Hatfield, Richard Bennett (1931–1991), kanadischer Politiker
- Hatfield, Tinker (* 1952), US-amerikanischer Schuhdesigner und Unternehmer

### Hath
- Hathaway, Amy (* 1974), US-amerikanische Schauspielerin
- Hathaway, Anne (1556–1623), englische Gattin William Shakespeares
- Hathaway, Anne (* 1982), US-amerikanische FilmschauspielerinAnne Hathaway (* 1982)

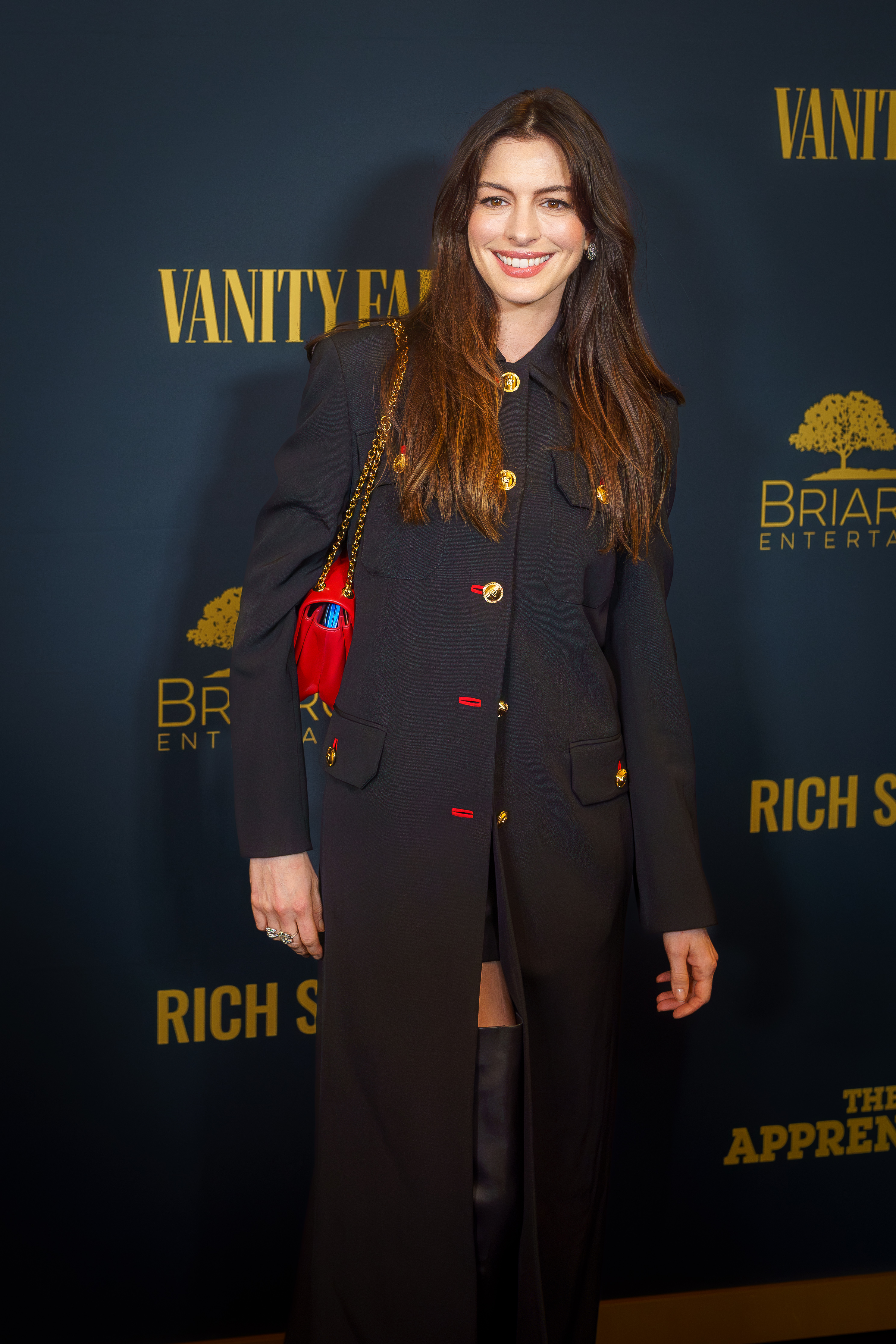
Anne Hathaway (* 1982)

- Hathaway, Donny (1945–1979), US-amerikanischer Soul-Musiker
- Hathaway, Garnet (* 1991), US-amerikanischer Eishockeyspieler
- Hathaway, Henry (1898–1985), US-amerikanischer Filmregisseur
- Hathaway, John (* 1987), englischer MMA-Kämpfer
- Hathaway, Lalah (* 1968), amerikanische Jazz-, R&B- und Gospelsängerin
- Hathaway, Martin (* 1969), britischer Jazzmusiker
- Hathaway, Melissa, US-amerikanische Regierungsbeamtin
- Hathaway, Noah (* 1971), US-amerikanischer SchauspielerNoah Hathaway (* 1971)

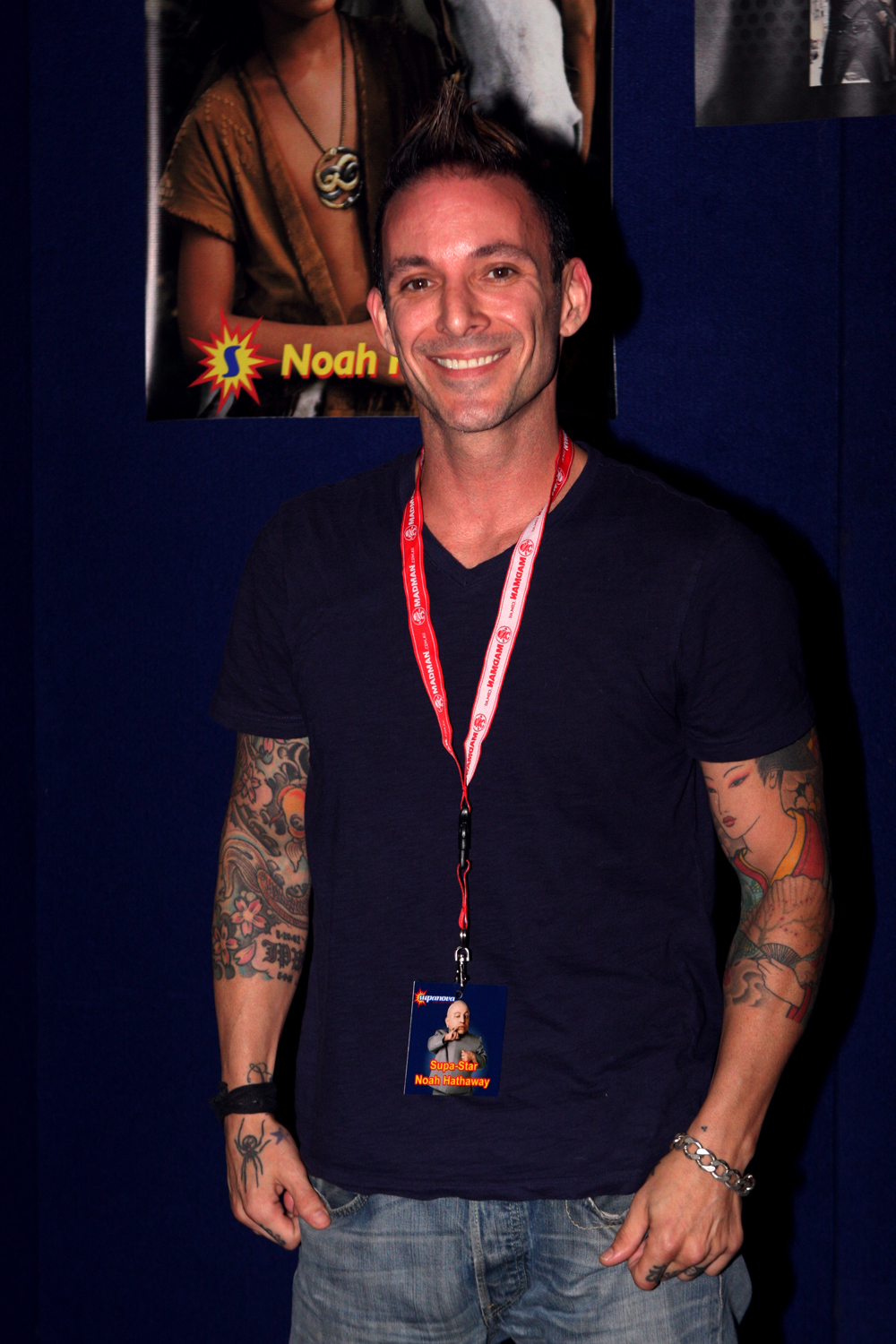
Noah Hathaway (* 1971)

- Hathaway, Paige (* 1988), US-amerikanische Bodybuilderin, Fitness-Bloggerin, Fitnessmodel und Influencerin
- Hathaway, Samuel G. (1780–1867), US-amerikanischer Jurist und Politiker
- Hathaway, Sibyl (1884–1974), Feudalherrin der Kanalinsel Sark
- Hathaway, Stanley K. (1924–2005), US-amerikanischer Politiker
- Hathaway, William Dodd (1924–2013), US-amerikanischer Politiker
- Hathazy, Peter (* 1951), deutscher Theaterregisseur und Bühnenautor
- Hathcock, Carlos (1942–1999), US-amerikanischer Soldat und Scharfschütze des US Marine Corps
- Hatheburg (* 876), erste Frau des späteren ersten deutschen Königs Heinrich I. und nach der Scheidung von ihm Äbtissin eines Klosters
- Hatherley, Charlotte (* 1979), britische Rocksängerin und Gitarristin
- Hatherly, Alan (* 1996), südafrikanischer Mountainbiker
- Hatherly, Ana (1929–2015), portugiesische Schriftstellerin, Malerin, Künstlerin, Filmemacherin, Philologin und Hochschullehrerin
- Hatheyer, Heidemarie (1918–1990), österreichische Schauspielerin, Sängerin und Kabarettistin
- Hathi, Jaisukh Lal (1909–1982), indischer Politiker
- Hathiramani, Sanjeev (* 1976), deutscher Filmeditor
- Hathloul, Loujain al- (* 1989), saudi-arabische Frauenrechtlerin
- Hathor-Neferhetepes, Gemahlin des Cha-bau-Sokar in der Zeit von Djoser
- Hathorhetep, ägyptische Königstochter
- Hathorn, Gina (* 1946), britische Skirennläuferin
- Hathorn, Henry H. (1813–1887), US-amerikanischer Politiker
- Hathorn, John (1749–1825), US-amerikanischer Politiker
- Hathrasi, Kaka (1906–1995), indischer humoristischer Dichter und Satiriker
- Hathui († 1014), erste Äbtissin des Klosters Gernrode
- Hathumar († 815), erster Bischof des Bistums Paderborn
- Hathumod (840–874), Äbtissin von Gandersheim
- Hathway, Pamela (* 1987), deutsche Squashspielerin
- Hathwaye, Richard († 1604), englischer Dramatiker und Lyriker
- Hathwig, Äbtissin des Stifts Essen

### Hati
- Häti, Tommi (* 1971), finnischer Curler
- Hatice Sultan († 1538), osmanische Prinzessin und Tochter Sultan Selims I. und Hafsa Sultans
- Hatice Sultan († 1743), osmanische Prinzessin
- Hatice Sultan (1768–1822), osmanische Prinzessin
- Hatice Sultan (1870–1938), osmanische Prinzessin
- Hatifie, Ahmad (* 1986), US-amerikanisch-afghanischer Fußballspieler
- Hatik (* 1992), französischer RapperHatik (* 1992)

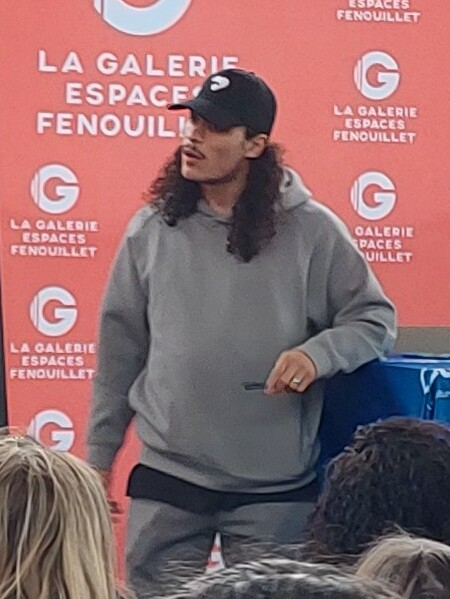
Hatik (* 1992)

- Hatim, Basil (* 1947), irakisch-britischer Übersetzer, Autor und Professor
- Hätinen, Markus (* 1974), deutsch-finnischer Eishockeytorwart
- Hatinová, Lucia (* 1984), slowakische Volleyball-Nationalspielerin
- Hatipler, Mustafa (* 1959), türkischer Sozialwissenschaftler; Rektor der Trakya Universität Edirne
- Hatipoğlu, Hakan (* 1979), türkischer Fernsehmoderator und Schauspieler
- Hatipoğlu, Hasan (* 1989), türkischer Fußballspieler
- Hatipoğlu, Ümüt (* 1973), türkischer Fußballspieler

### Hatj
- Hatje, Armin (* 1959), deutscher Rechtswissenschaftler
- Hatje, Frank (* 1962), deutscher Historiker
- Hatje, Gerd (1915–2007), deutscher Verleger
- Hatje, Hans-Hubert (1950–2017), deutscher Verbandsfunktionär, Präsident der DLRG
- Hatje, Johann (1889–1977), deutscher Eisenbahner, Gewerkschafter und Sozialdemokrat
- Hatje, Volker (* 1961), deutscher Politiker, Bürgermeister von Elmshorn

### Hatk
- Hatkämper, Hans-Heinz (1936–2005), deutscher Hörfunkjournalist und -moderator

### Hatl
- Hatlaczky, Ferenc (1934–1986), ungarischer Kanute
- Hatlak, Johann (1904–1944), österreichischer Metallgießer und Widerstandskämpfer gegen den Nationalsozialismus
- Hatlapa, Hans-Heinrich (1920–2009), deutscher Begründer des Wildparks Eekholt, Naturschützer und Pionier der Umweltbildung
- Hatle, Andrea (* 1965), deutsche Rennrodlerin
- Hatley, Marvin (1905–1986), US-amerikanischer Filmschauspieler, Drehbuchautor und Komponist von Filmmusiken
- Hatlo, Anders (* 1947), norwegischer Schauspieler und Regisseur
- Hatløy, Kjartan (* 1954), norwegischer Dichter

### Hato
- Hato, Jorrel (* 2006), niederländischer FußballspielerJorrel Hato (* 2006)

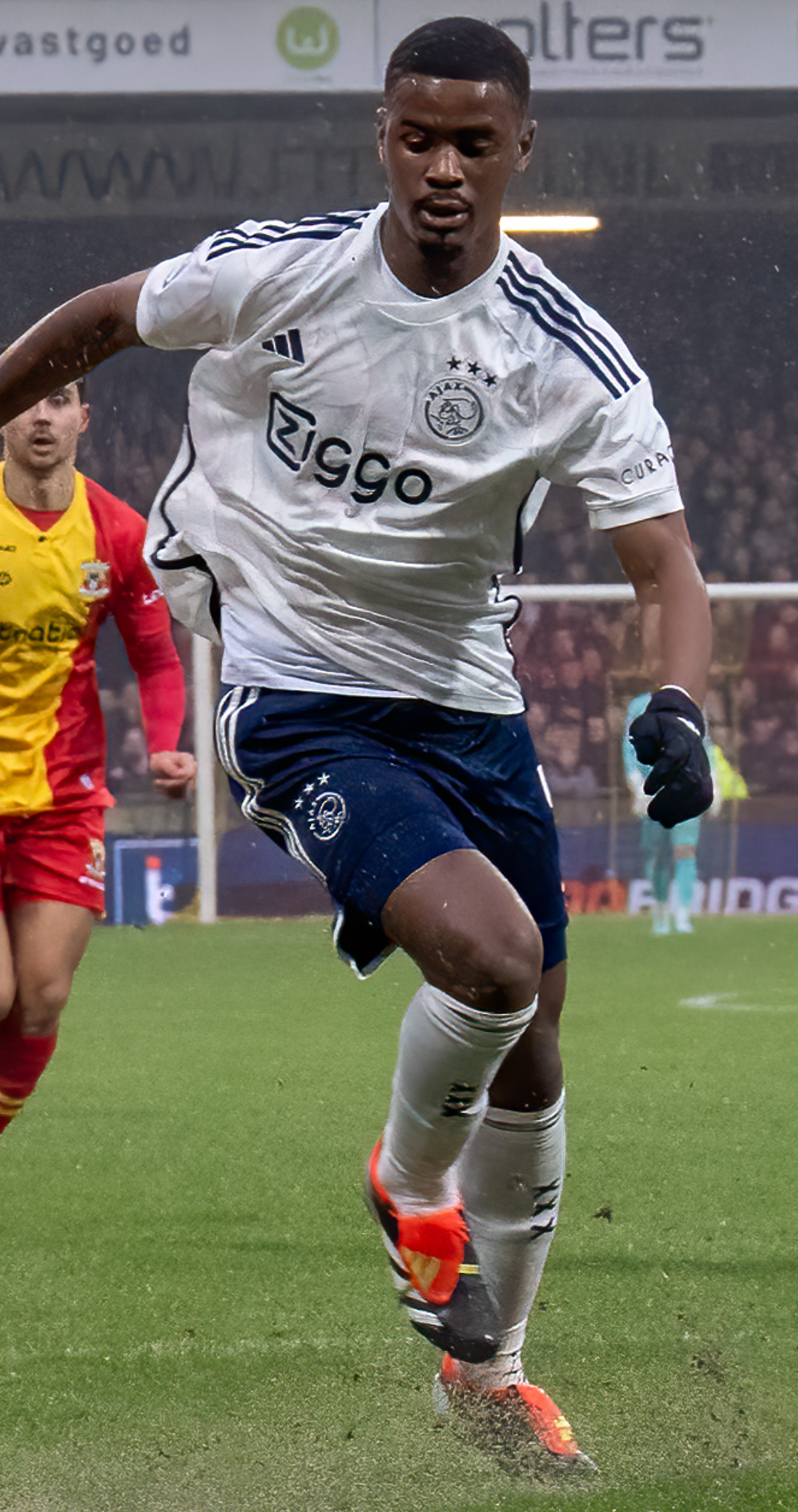
Jorrel Hato (* 2006)

- Hato, Yasuhiro (* 1976), japanischer Fußballspieler
- Hatoa Nunes, João Carlos (* 1968), mosambikanischer Geistlicher, römisch-katholischer Erzbischof von Maputo
- Hatori, Bisco (* 1975), japanische Manga-Zeichnerin
- Hatori, Miho (* 1971), japanische Sängerin
- Hatos, Gábor (* 1983), ungarischer Ringer
- Hatosy, Shawn (* 1975), US-amerikanischer SchauspielerShawn Hatosy (* 1975)

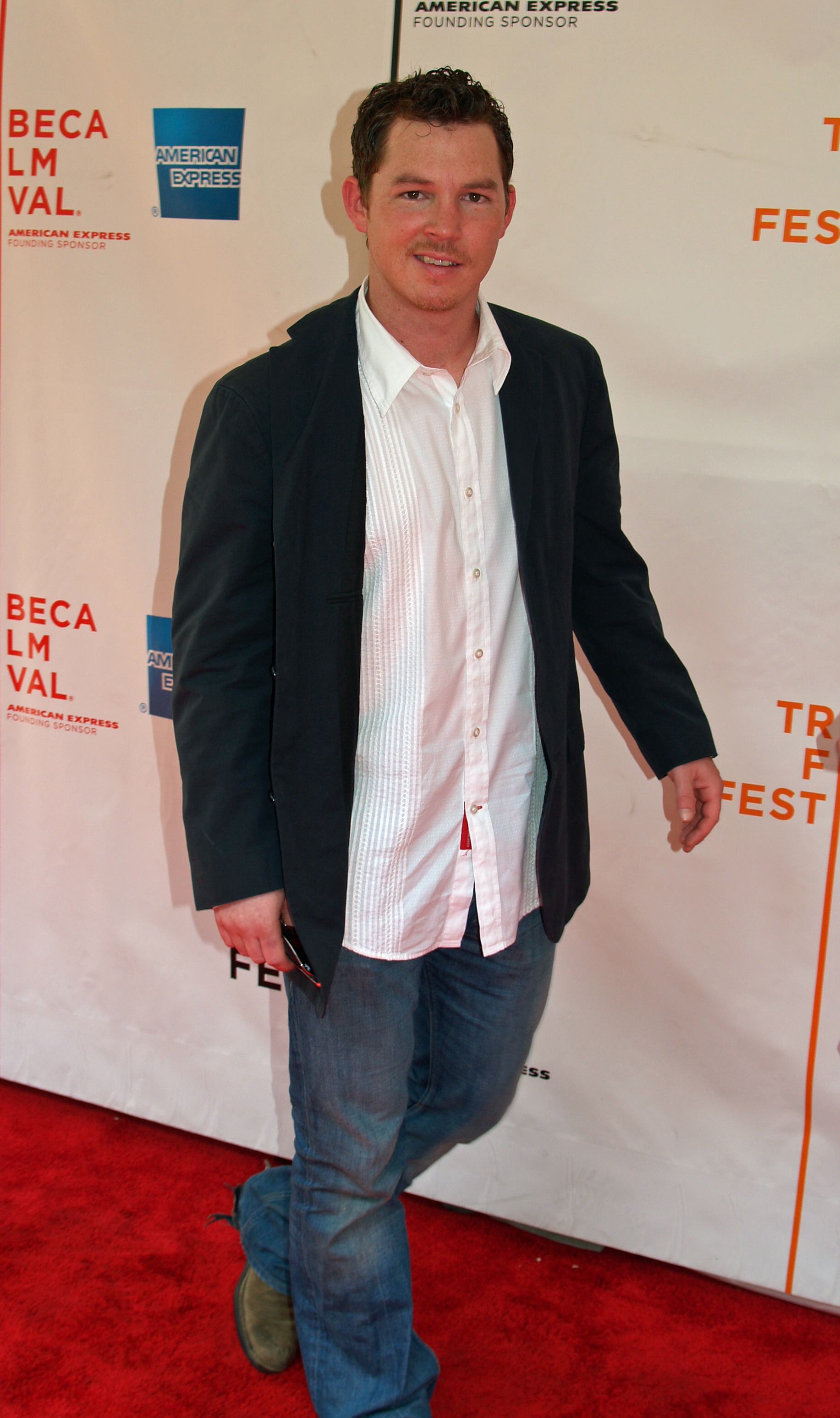
Shawn Hatosy (* 1975)

- Hatot, Léon (1883–1953), französischer Uhrmacher und Juwelier
- Hatouka, Julija (* 2000), belarussische Tennisspielerin
- Hatoum, Ed (* 1947), kanadisch-libanesischer Eishockeyspieler und -trainer
- Hatoum, Milton (* 1952), brasilianischer Schriftsteller
- Hatoum, Mona (* 1952), palästinensisch-britische Künstlerin
- Hatoyama, Haruko (1861–1938), japanische Pädagogin
- Hatoyama, Hideo (1884–1946), japanischer Rechtsgelehrter
- Hatoyama, Ichirō (1883–1959), Premierminister von Japan
- Hatoyama, Iichirō (1918–1993), japanischer Beamter und Politiker
- Hatoyama, Ikuko (* 1968), japanische Manga-Zeichnerin
- Hatoyama, Kazuo (1856–1911), japanischer Rechtsgelehrter und Politiker
- Hatoyama, Kunio (1948–2016), japanischer Politiker
- Hatoyama, Tarō (* 1974), japanischer Politiker
- Hatoyama, Yukio (* 1947), japanischer Politiker

### Hatr
- Hatrík, Juraj (1941–2021), slowakischer Komponist
- Hatry, Jacques Maurice (1742–1802), französischer Divisionsgeneral und Senator
- Hatry, Julius (1906–2000), deutscher Luftfahrtpionier und Filmemacher
- Hatry, Michael (1940–2024), deutscher Autor und Dramaturg
- Hatry, Paul (1929–2010), belgischer Politiker

### Hats
- Hatschek, Berthold (1854–1941), österreichischer Zoologe
- Hatschek, Elli (1901–1944), deutsche Widerstandskämpferin und NS-Opfer
- Hatschek, Helene (* 1880), österreichisches Opfer der Shoa
- Hatschek, Julius (1872–1926), deutscher Staats-, Verwaltungs- und Völkerrechtler
- Hatschek, Ludwig (1856–1914), österreichischer UnternehmerLudwig Hatschek (1856–1914)

Ludwig Hatschek (1856–1914)

- Hatschek, Nele (* 1996), deutsche Squashspielerin
- Hatschek, Paul (1888–1944), tschechisch-deutscher promovierter Ingenieur für Optik und Filmtechnik und Erfinder, Widerstandskämpfer
- Hatschek, Rudolf (1865–1921), österreichischer Neurologe
- Hatschek, Rudolf (1874–1939), österreichischer Arzt, der vom NS-Regime verfolgt wurde
- Hatschek, Rudolf Alexander (* 1918), österreichischer Ingenieur und Erfinder
- Hatschek, Wilhelm (* 1916), österreichisches Opfer der Shoa
- Hatschepsut, ägyptische Königstochter
- Hatschepsut, altägyptische Königin im Neuen ReichHatschepsut

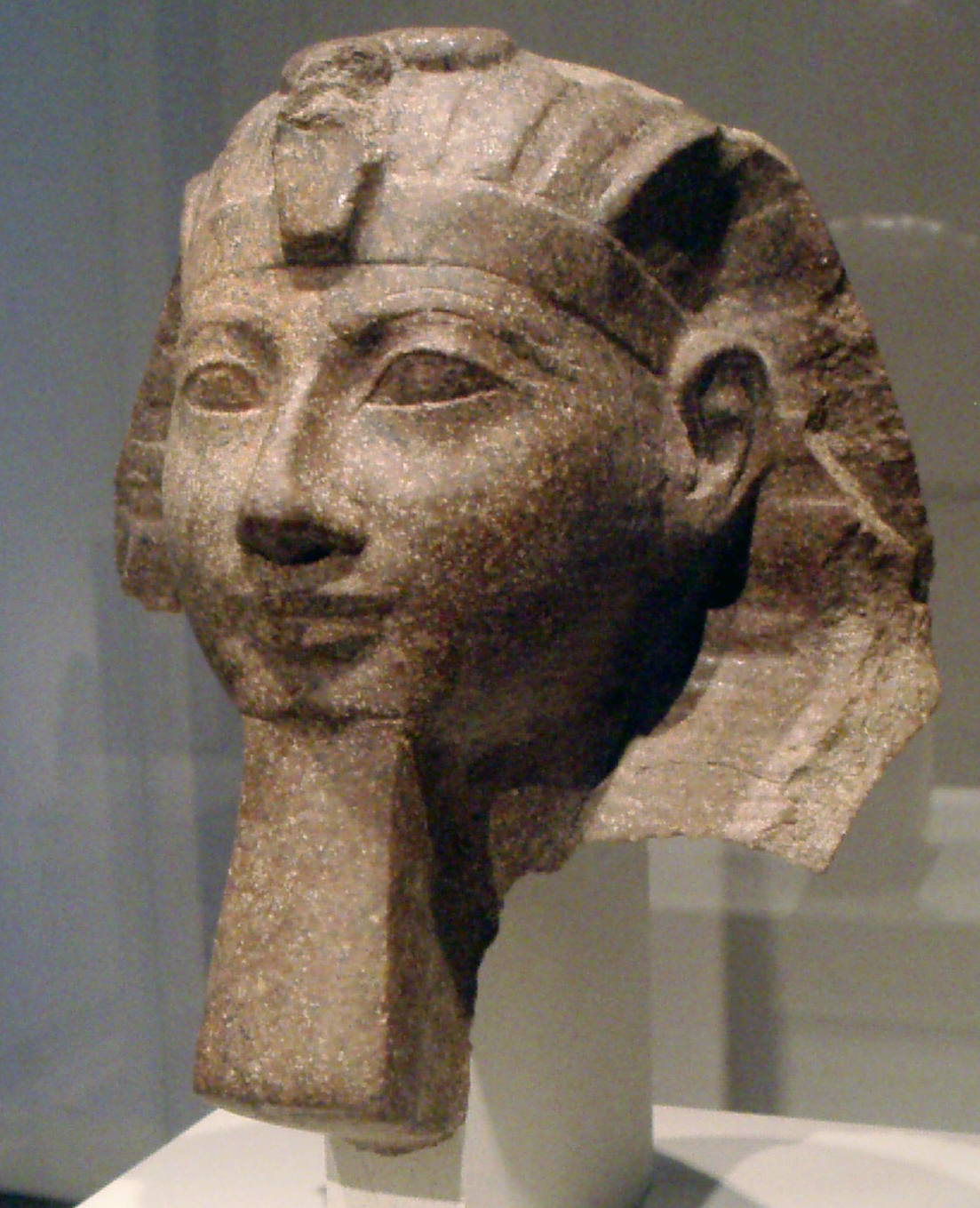
Hatschepsut

- Hätscher, Ingrid, deutsche Ruderin
- Hatschikjan, Magarditsch A. (* 1951), deutscher Historiker
- Hatsumi, Masaaki (* 1931), japanischer Kampfkünstler, Oberhaupt des Bujinkan
- Hatsune, Eriko (* 1982), japanische Schauspielerin
- Hatsuse, Ryō (* 1997), japanischer Fußballspieler
- Hatsushiba, Hiroya, japanischer Entwickler von Videospielen
- Hatsushika, Akihiro (* 1969), japanischer Politiker

### Hatt
- Hatt, Anna-Karin (* 1972), schwedische Politikerin
- Hatt, Hanns (* 1947), deutscher Biologe
- Hatt, Jean-Jacques (1913–1997), französischer Prähistoriker
- Hatt, Robert Torrens (1902–1989), US-amerikanischer Zoologe und Paläontologe
- Hatta, Ayuko, japanische Manga-Zeichnerin
- Hatta, Mohammad (1902–1980), indonesischer Politiker, Vizepräsident und MinisterpräsidentMohammad Hatta (1902–1980)

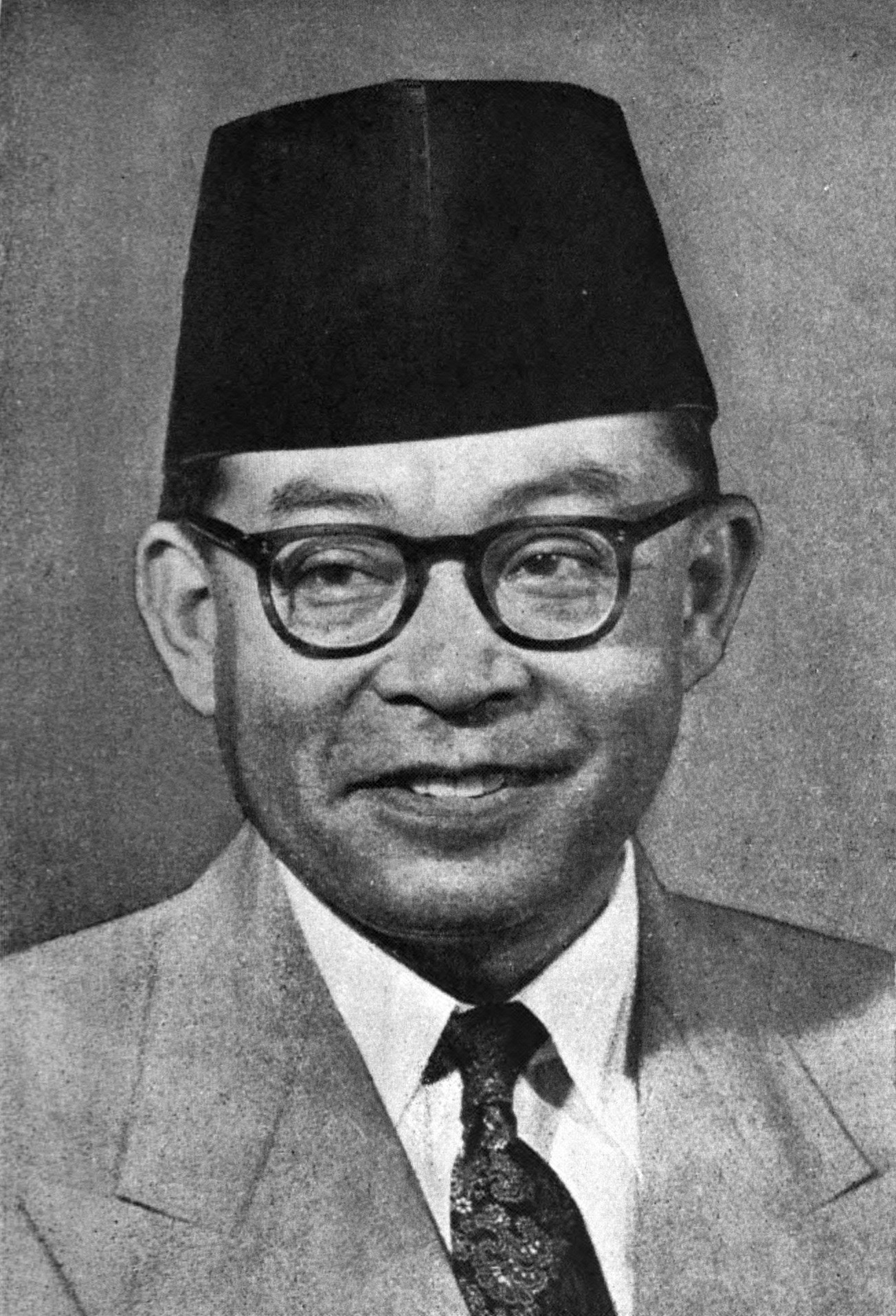
Mohammad Hatta (1902–1980)

- Hatta, Naoki (* 1986), japanischer Fußballspieler
- Hatta, Shin’ya (* 1984), japanischer Fußballspieler
- Hatta, Uichirō (1903–1989), japanischer Fußballspieler
- Hatta, Yoichi (1886–1942), japanischer Wasserbauingenieur
- Hattab, Dima (* 1980), jordanische Marathonläuferin
- Hattab, Hanna (* 1989), syrischer Fußballschiedsrichter
- Hattab, Lama (* 1980), jordanische Marathonläuferin
- Hattala, Martin (1821–1903), slowakischer Slawist
- Hattan, Ella (* 1859), amerikanische Fechterin und Schauspielerin
- Hattan, Eric (* 1955), Schweizer Konzept-, Video-, Performance- und Installationskünstler
- Hattanda, Kōhei (* 1990), japanischer Fußballspieler
- Hattar, Nahed (1960–2016), jordanischer Journalist und politischer Aktivist
- Hättasch, Hans (* 1896), deutscher Baubeamter und Kommunalpolitiker (NSDAP)
- Hattem, Pontiaan van (1641–1706), niederländischer Theologe und Religionsphilosoph
- Hattemer, Elisabeth (1870–1948), deutsche Politikerin (Zentrum) und Abgeordnete des Hessischen Landtags
- Hattemer, Hans H. (1935–2022), deutscher Forstwissenschaftler und Genetiker
- Hattemer, Heinrich (1809–1849), Sprach- und Literaturwissenschaftler
- Hattemer, Lisa (* 1992), deutsche Radsportlerin
- Hattemer, Lotte (1876–1906), deutsche Lehrerin und eine Mitbegründerin des Monte Verità in Ascona
- Hattemer, Philipp Anton (1826–1918), deutscher Unternehmer und Abgeordneter des Nassauischen Kommunallandtags
- Hattemer, Roman (1838–1909), deutscher Beamter
- Hatten, Andreas Stanislaus von (1763–1841), Bischof von ErmlandAndreas Stanislaus von Hatten (1763–1841)

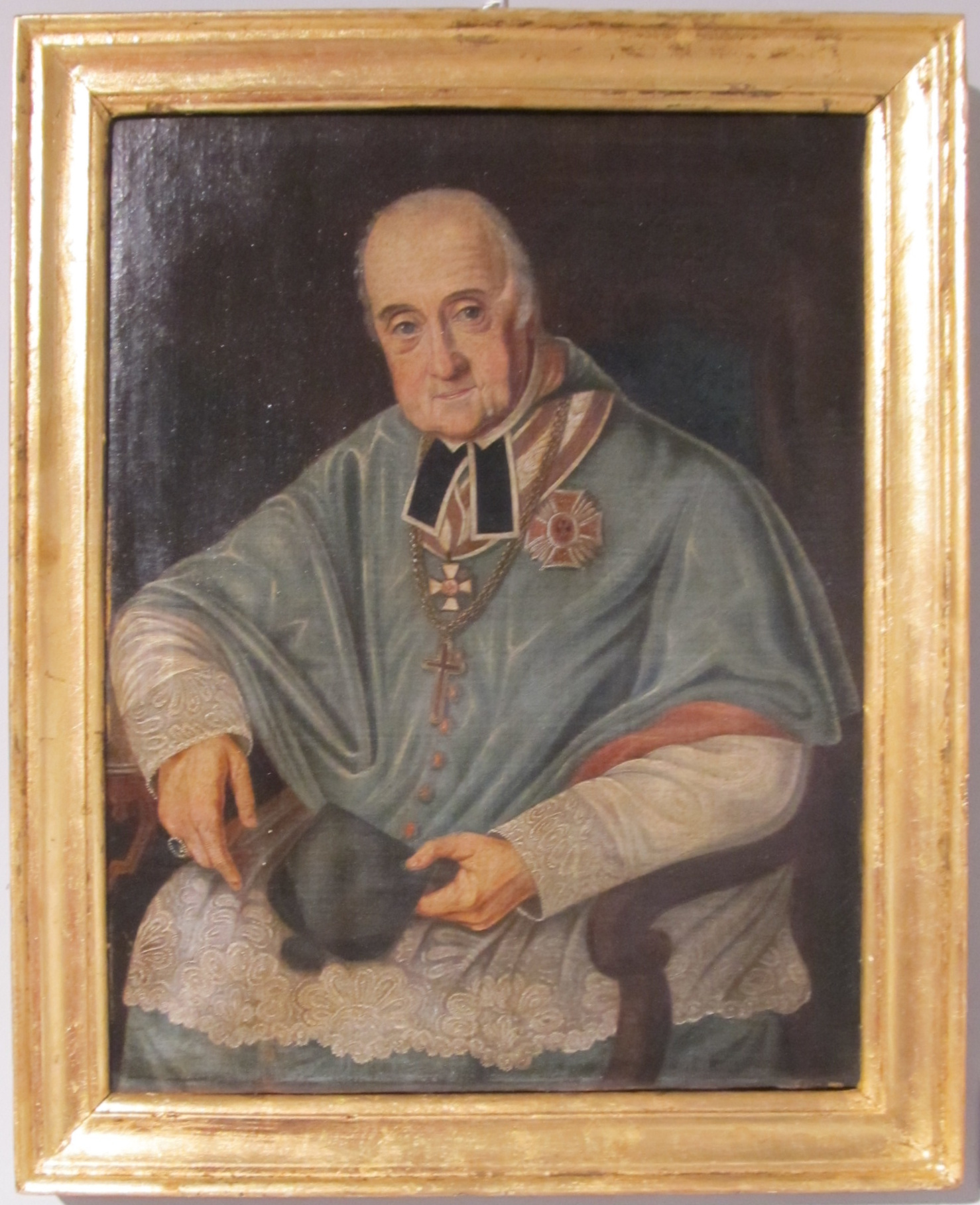
Andreas Stanislaus von Hatten (1763–1841)

- Hatten, Heinrich von († 1655), deutscher Jurist und Gesandter bei den Westfälischen Friedensverhandlungen
- Hatten, Kåre (1908–1983), norwegischer Skilangläufer
- Hatten, Mary E. (* 1950), US-amerikanische Neurowissenschaftlerin
- Hatten, Matern († 1546), deutscher Priester und Humanist
- Hatten, Shay (* 1994), US-amerikanischer Drehbuchautor
- Hattenbach, Carl von (1671–1739), Hessen-Kasseler Beamter und Offizier
- Hattenbach, Ernst von (1617–1694), Hessen-Kasseler Amtmann
- Hattenbach, Godfrey (1813–1879), deutsch-amerikanischer Unternehmer und Stadtgründer
- Hattenbach, Johann Salomon (1650–1699), deutscher Arzt und radikaler Pietist
- Hattenberg, Patrick (* 1992), deutscher Schriftsteller, Lyriker, Fotograf und Psychologe
- Hattenberger, Freya (* 1978), deutsche Foto- und Video-Künstlerin
- Hattenberger, Matthias (* 1978), österreichischer FußballspielerMatthias Hattenberger (* 1978)

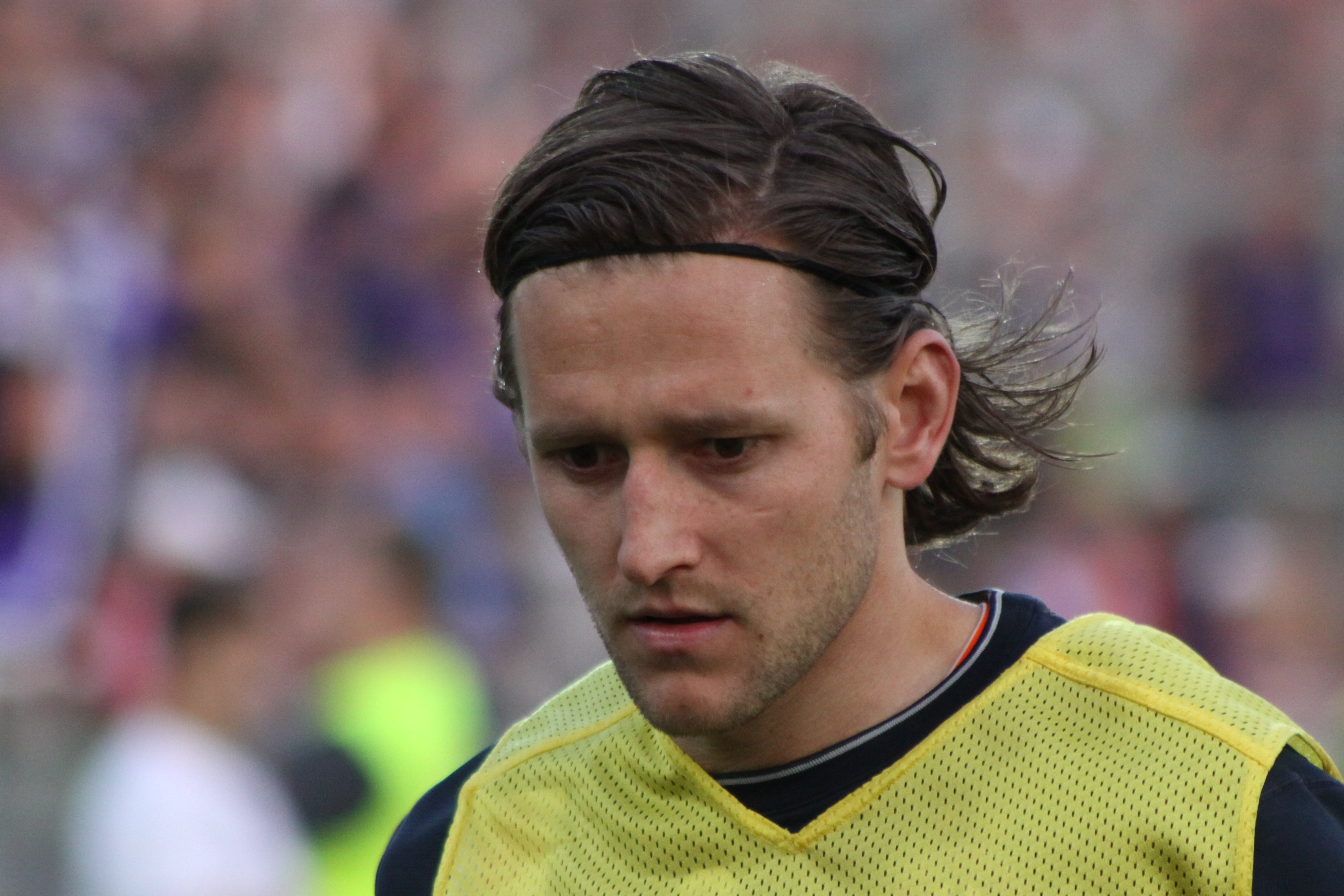
Matthias Hattenberger (* 1978)

- Hattenberger, Roland (* 1948), österreichischer Fußballspieler, Fußballtrainer
- Hattendorf, John (* 1941), US-amerikanischer Marinehistoriker
- Hattendorff, Karl (1834–1882), deutscher Mathematiker
- Hattendorff, Otto (1822–1905), deutscher Politiker und Oberbürgermeister der Stadt Celle
- Hattenhauer, Albrecht (1899–1964), deutscher Politiker (CDU)
- Hattenhauer, Christian (* 1966), deutscher Rechtswissenschaftler und Rechtshistoriker
- Hattenhauer, Fritz (1892–1980), deutscher Landespolitiker (CDU), MdL
- Hattenhauer, Hans (1931–2015), deutscher Rechtswissenschaftler
- Hattenhauer, Katrin (* 1968), deutsche Malerin und DDR-Bürgerrechtlerin
- Hattenhauer, Rainer (* 1962), deutscher Sachbuchautor
- Hatterman, Nola (1899–1984), niederländische Malerin, Kunstlehrerin und Schauspielerin
- Hattermann, Klara (1909–2003), deutsche anthroposophische Pädagogin
- Hatterscheid, Daniel (* 1984), deutscher Eishockeyspieler
- Hattersley, Andrew (* 1958), britischer Diabetologe
- Hattersley, Roy (* 1932), britischer Politiker, Mitglied des House of Commons
- Hattesen, Benno (1906–1993), deutscher Schauspieler, Regisseur und Theaterintendant
- Hattesen, Holger (1937–1993), deutsch-dänischer Künstler
- Hattestad, Ola Vigen (* 1982), norwegischer Skilangläufer
- Hattestad, Stine Lise (* 1966), norwegische Freestyle-Skisportlerin
- Hattestad, Trine (* 1966), norwegische Speerwerferin und Olympiasiegerin
- Hatthaporn Suwan (* 1984), thailändischer Fußballspieler
- Hättich, Manfred (1925–2003), deutscher Politikwissenschaftler
- Hattie, John (* 1950), neuseeländischer Pädagoge und HochschullehrerJohn Hattie (* 1950)

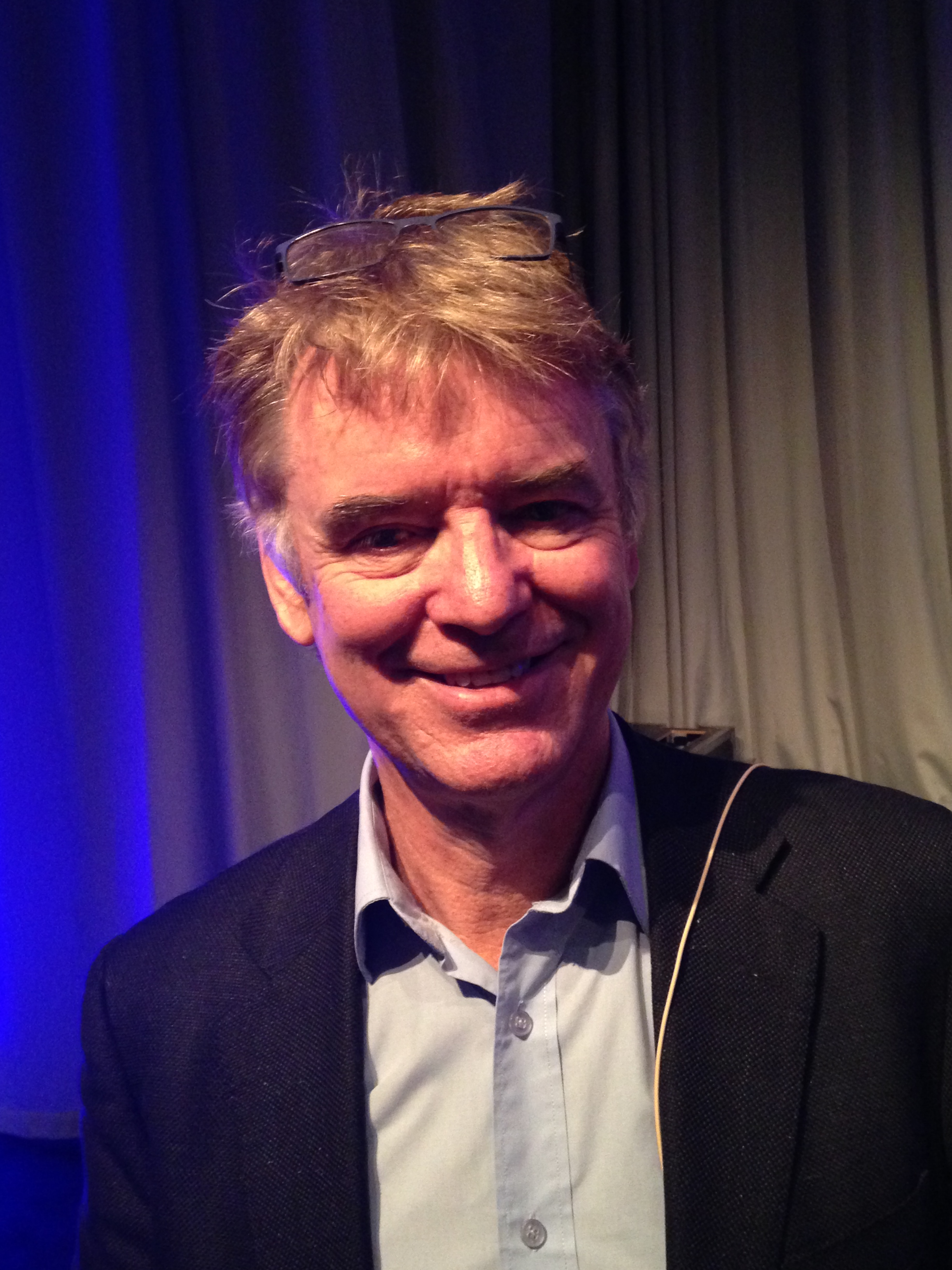
John Hattie (* 1950)

- Hättig, August (1898–1942), deutscher römisch-katholischer Geistlicher, Steyler Missionar und Märtyrer
- Hättig, Christof (* 1967), deutscher Chemiker
- Hattig, Fritz (1934–2016), deutscher Handballer und Journalist
- Hattig, Josef (1931–2020), deutscher Jurist und Politiker (CDU)
- Hattig, Peter (1939–2017), deutscher Handballspieler und Pädagoge
- Hattinga Verschure, Johannes Christiaan Mari (1914–2006), niederländischer Mediziner und Chemiker
- Hattingberg, Hans von (1879–1944), österreichisch-deutscher Mediziner
- Hattingberg, Magda von (1883–1959), österreichische Pianistin und Schriftstellerin
- Hattinger, Gottfried (* 1950), österreichischer Künstler und Ausstellungskurator
- Hattinger, Martin (1553–1615), Abt
- Hattinger, Wolfgang (* 1962), österreichischer Komponist
- Hattingh, Albertus Lambertus (* 1925), südafrikanischer Botschafter
- Hattingh, Ilze (* 1996), südafrikanische Tennisspielerin
- Hattingh, Mariëtte (* 1965), südafrikanische Triathletin
- Hattke, Eric (* 1991), deutscher Bürgerrechtler und Autor
- Hattler, Franz Seraph (1829–1907), österreichischer katholischer Geistlicher
- Hattler, Hellmut (* 1952), deutscher Jazz- und RockbassistHellmut Hattler (* 1952)

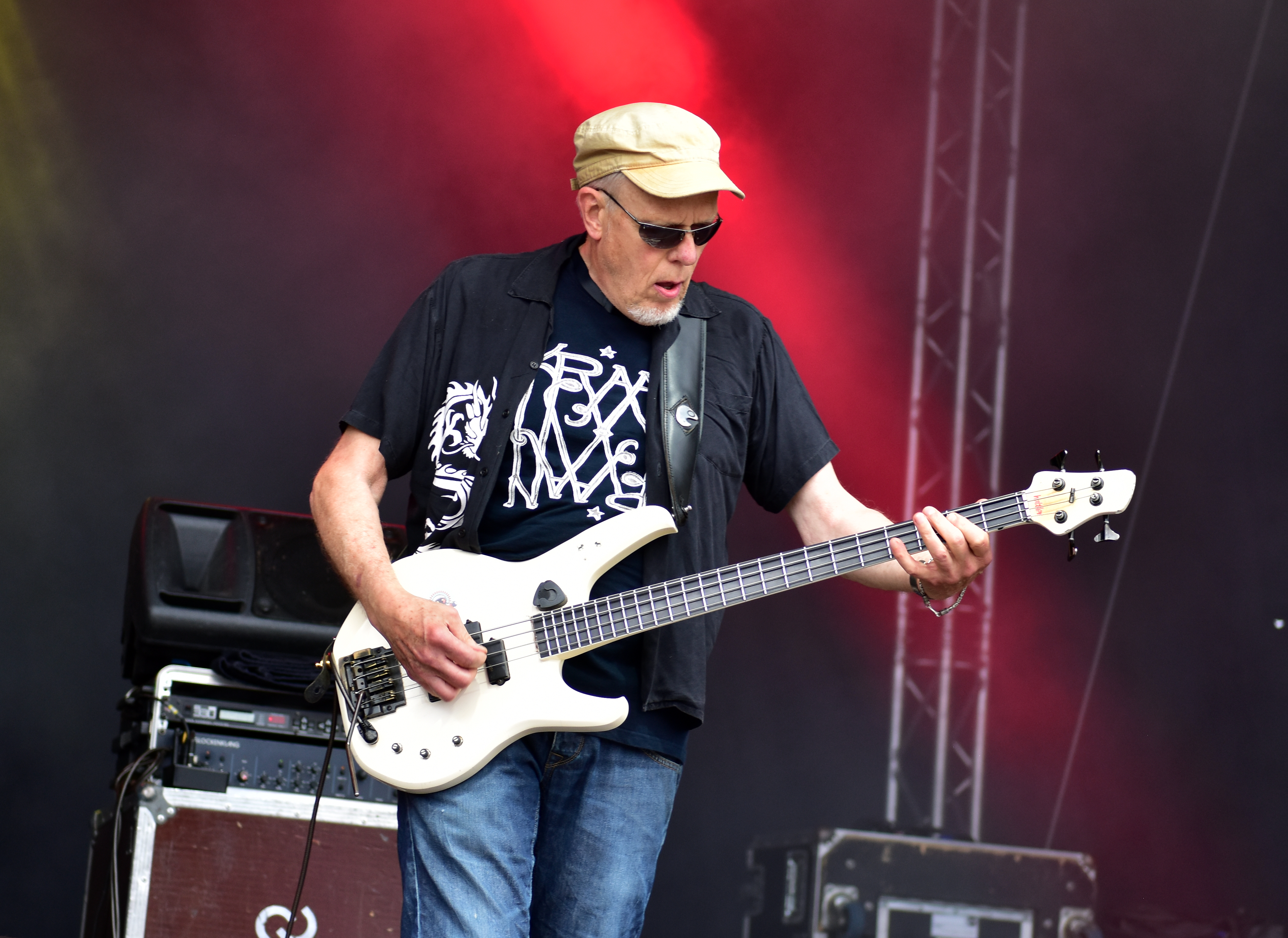
Hellmut Hattler (* 1952)

- Hattmannsdorfer, Johann (1909–1974), österreichischer Landwirt und Politiker (ÖVP), Abgeordneter zum Nationalrat
- Hattmannsdorfer, Wolfgang (* 1979), österreichischer Politiker (ÖVP)Wolfgang Hattmannsdorfer (* 1979)

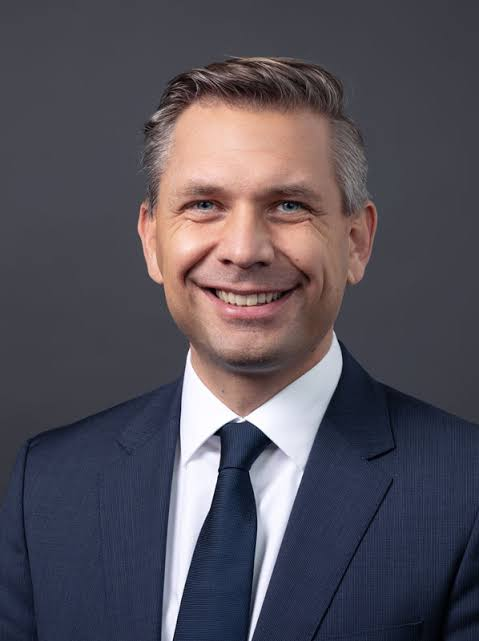
Wolfgang Hattmannsdorfer (* 1979)

- Hatto († 871), Abt des Klosters Reichenau (864–871)
- Hatto I. († 913), Erzbischof von Mainz (891–912) und Erzkanzler
- Hatto II. († 970), Erzbischof von Mainz
- Hatto von Passau († 817), Bischof von Passau
- Hatto, Jeanne (1879–1958), französische Opernsängerin (Sopran)
- Hatto, Joyce (1928–2006), britische Pianistin
- Hatton, Bessie (1867–1964), englisch-britische Schauspielerin, Dramatikerin, Journalistin, Frauenwahlrechtsaktivistin und Feministin
- Hatton, Bob (* 1947), englischer Fußballspieler
- Hatton, Brian (1887–1916), britischer Maler
- Hatton, Charlie (* 1998), englischer Mountainbiker
- Hatton, Christopher (1540–1591), englischer Politiker
- Hatton, Denys Finch (1887–1931), englischer Adliger und Großwildjäger
- Hatton, Frank (1846–1894), US-amerikanischer Politiker
- Hatton, Frank (1861–1883), britischer Mineraloge und Forschungsreisender
- Hatton, Gabriel (1877–1949), französischer Autorennfahrer
- Hatton, Gilbert (* 1956), US-amerikanischer Radrennfahrer
- Hatton, James (* 1897), britischer Langstreckenläufer
- Hatton, Joseph (1948–2022), puerto-ricanischer Basketballspieler
- Hatton, Lucy (* 1994), britische Hürdenläuferin
- Hatton, Marion (1835–1905), neuseeländische Suffragette und Frauenrechtlerin
- Hatton, Matthew (* 1981), britischer Boxer
- Hatton, Mike (* 1978), US-amerikanischer Schauspieler, Filmproduzent, Filmregisseur, Drehbuchautor und Komiker
- Hatton, Ragnhild (1913–1995), britische Historikerin
- Hatton, Raymond (1887–1971), US-amerikanischer Schauspieler
- Hatton, Ricky (* 1978), britischer BoxerRicky Hatton (* 1978)

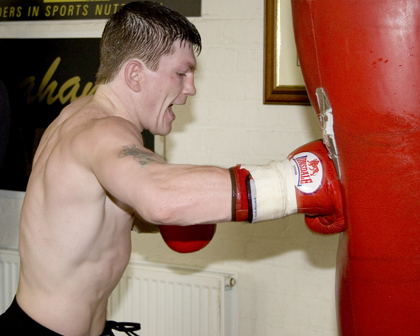
Ricky Hatton (* 1978)

- Hatton, Robert H. (1826–1862), US-amerikanischer Politiker
- Hatton, Rondo (1894–1946), US-amerikanischer Filmschauspieler und Journalist
- Hatton, Stephen (* 1948), australischer Politiker, Chief Minister des Northern Territory
- Hatton, Tyrrell (* 1991), englischer Golfsportler
- Hattop, Hans (1924–2001), deutscher Maler und Grafiker
- Hattop, Karola (* 1949), deutsche Filmregisseurin und Drehbuchautorin
- Hattop, Sebastian (* 1973), deutscher Kameramann
- Hattorf, Johann von (1637–1715), herzoglich Braunschweig-Lüneburgischer Legationssekretär, Geheimer Kammersekretär, Konsistorialrat, Geheimer Kriegs- und Kammersekretär, Leibniz-Korrespondent, Wirklicher Geheimer Rat und Kurhannoverscher Geheimer Kriegsrat
- Hattorf, Justus Heinrich (1638–1691), deutscher lutherischer Geistlicher und Konsistorialrat
- Hattorf, Martin Friedrich von (1681–1740), deutscher Oberfaktor, Hütteninspektor, Kirchenpatron und Königlich Großbritanischer und Kurfürstlich Braunschweig-Lüneburgischer Oberamtmann
- Hattori Nankaku (1683–1759), japanischer Dichter und Maler
- Hattori, Daiki (* 1987), japanischer Fußballspieler
- Hattori, Dohō (1657–1730), japanischer Haikai-Dichter
- Hattori, Hanzō (1541–1596), japanischer NinjaHattori Hanzō (1541–1596)

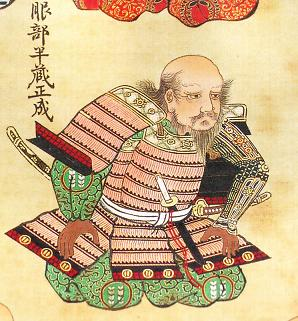
Hattori Hanzō (1541–1596)

- Hattori, Hazuma (* 1995), japanischer Langstreckenläufer
- Hattori, Hiroki (* 1971), japanischer Fußballspieler
- Hattori, Jōji (* 1969), japanischer Violinist und Dirigent
- Hattori, Kazuki (* 1995), japanischer Fußballspieler
- Hattori, Keiko (* 1979), japanische Pianistin
- Hattori, Kōhei (* 1991), japanischer Fußballspieler
- Hattori, Kōta (* 1977), japanischer Fußballspieler
- Hattori, Leon (* 1998), deutsch-japanischer Jazzmusiker (Piano, Komposition)
- Hattori, Naoki (* 1966), japanischer Rennfahrer
- Hattori, Ransetsu (1654–1707), japanischer Haiku-Dichter der frühen Edo-Zeit
- Hattori, Ryōichi (1907–1993), japanischer Jazzmusiker, Komponist und Songwriter
- Hattori, Ryōichi (* 1950), japanischer Politiker
- Hattori, Shirō (1908–1995), japanischer Linguist
- Hattori, Shizō (1901–1956), japanischer Historiker
- Hattori, Tadashi (* 1964), japanischer Augenarzt
- Hattori, Takushiro (1901–1960), japanischer Offizier der Kaiserlich Japanischen Armee und Regierungsbeamter
- Hattori, Toshihiro (* 1973), japanischer Fußballspieler
- Hattori, Yūma (* 1993), japanischer Leichtathlet
- Hattrup, Dieter (* 1948), deutscher Theologe
- Hattstein, Damian Hartard von und zu (1676–1751), deutscher Genealoge
- Hattstein, Johann von († 1546), deutscher Adliger, Großprior des Johanniterordens
- Hattstein, Johann von († 1518), Domkapitular in Mainz, Dom-Baumeister
- Hattstein, Margarete von († 1576), Adlige und Äbtissin
- Hattstein, Marquard von (1529–1581), deutscher Bischof von Speyer
- Hattum, Frank van (* 1958), neuseeländischer Fußballtorhüter
- Ḫattušili I., hethitischer Großkönig
- Ḫattušili III., hethitischer Großkönig

### Hatu
- Hatuey († 1512), kubanischer Freiheitskämpfer
- Hatuļevs, Viktors (1955–1994), lettischer Eishockeyspieler
- Hatum, Salim (1928–1967), syrischer Offizier und Baathist
- Hatunen, Teuvo (1944–2010), finnischer Skilangläufer
- Hatungimana, Arthémon (* 1974), burundischer Mittelstreckenläufer
- Hatunić, Jusuf (1950–1991), jugoslawischer Fußballspieler

### Hatv
- Hatvani, Paul (1892–1975), österreichischer Schriftsteller
- Hatvany, Ferenc von (1881–1958), ungarischer Maler und Kunstsammler
- Hatvany, Lajos (1880–1961), ungarischer Schriftsteller und Politiker, Mitglied des Parlaments
- Håtveit, Andreas (* 1986), norwegischer Freestyle-Skier

### Hatw
- Hatwich, Anton, US-amerikanischer Jazzmusiker

### Hatz
- Hatz, Brigitte (1940–2022), österreichische bildende Künstlerin
- Hatz, Christopher (* 1991), deutscher Radrennfahrer
- Hatz, Constantin (* 1989), österreichischer Filmregisseur und Drehbuchautor
- Hatz, Ernst (1878–1965), deutscher Konstrukteur und Unternehmer
- Hatz, Gert (1928–2017), deutscher Numismatiker und Hochschullehrer
- Hatz, Michael (* 1970), österreichischer Fußballspieler
- Hatz, Vera (1923–2010), deutsche Numismatikerin
- Hatz, Wolfgang (* 1959), deutscher Manager und Vorstandsmitglied der Porsche AG
- Hatz, Wolfram (1929–2012), deutscher Unternehmer
- Hatz, Wolfram Franz Martin (* 1961), deutscher Unternehmer
- Hatzelmann, Eva (* 1938), deutsche Volksschauspielerin und Bühnenautorin
- Hatzelmann, Sophia (* 1974), deutsche Managerin und Unternehmerin
- Hätzenberg, Johann Ernst II. von († 1717), niederösterreichischer Landuntermarschall
- Hatzenbichler, Jürgen (* 1968), österreichischer Journalist, der der Neuen Rechten zugeordnet wird
- Hatzenböller, Michael (1878–1937), deutsch-russischer römisch-katholischer Geistlicher und Märtyrer
- Hatzenbühler, Friedrich (* 1942), deutscher Hörfunkredakteur
- Hätzer, Ludwig († 1529), Publizist, Übersetzer und Täufer
- Hatzes, Artie (* 1957), US-amerikanischer Astronom
- Hatzfeld, Adolf von (1892–1957), deutscher Schriftsteller
- Hatzfeld, Adolphe (1824–1900), französischer Romanist
- Hatzfeld, Franz von (1596–1642), Bischof von Bamberg
- Hatzfeld, Georg von († 1562), Domdechant in Münster
- Hatzfeld, Georg von (1929–2000), deutscher Verleger
- Hatzfeld, Gustav (1851–1930), Polizeirat, langjähriger Polizeichef von Ludwigshafen am Rhein
- Hatzfeld, Heinrich von, Domherr in Münster, Paderborn und Mainz
- Hatzfeld, Helmut Anthony (1892–1979), deutsch-amerikanischer Romanist
- Hatzfeld, Hermann von (1603–1673), Graf aus dem Adelsgeschlecht der Hatzfelder
- Hatzfeld, Jean (* 1949), französischer Journalist
- Hatzfeld, Johannes (1882–1953), deutscher katholischer Priester, Musiker und Schriftsteller
- Hatzfeld, Karl (1876–1961), deutscher Bergbauingenieur, preußischer Verwaltungsbeamter, Berghauptmann beim Oberbergamt Dortmund
- Hatzfeld, Lisette (* 1823), Teilnehmerin der Badischen Revolution (1848/1849)
- Hatzfeld, Lubbert von (1547–1619), Domherr in Münster und Dekan in Xanten
- Hatzfeld, Ludwig (1810–1884), deutscher Pfarrer und Politiker
- Hatzfeld, Petrus von († 1823), Priester, Abt des Klosters Marienfeld
- Hatzfeld, Sebastian von, Domherr in Münster
- Hatzfeld, Wilhelm von, Domherr in Münster und Paderborn
- Hatzfeldt zu Gleichen, Carl Friedrich (1718–1793), österreichischer Staatsmann
- Hatzfeldt, Alfred von (1825–1911), preußischer Standesherr und Politiker
- Hatzfeldt, Edmund von (1798–1874), preußischer Standesherr
- Hatzfeldt, Franz Ludwig von (1756–1827), preußischer Generalleutnant und Gesandter
- Hatzfeldt, Hermann Anton von (1808–1874), deutscher Standesherr und Politiker
- Hatzfeldt, Hermann Graf (* 1941), deutscher Forstwirt und Eigentümer von Forstbetrieben in Rheinland-Pfalz und Brandenburg sowie umweltpolitischer AutorHermann Graf Hatzfeldt (* 1941)

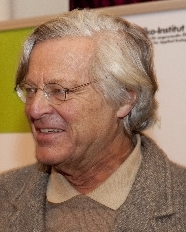
Hermann Graf Hatzfeldt (* 1941)

- Hatzfeldt, Hermann von (1848–1933), preußischer Politiker, Beamter und Offizier, MdR
- Hatzfeldt, Melchior von (1593–1658), kaiserlich-habsburgischer Feldherr
- Hatzfeldt, Paul von (1831–1901), deutscher Beamter im auswärtigen Dienst
- Hatzfeldt, Sophie von (1805–1881), deutsche SozialistinSophie von Hatzfeldt (1805–1881)

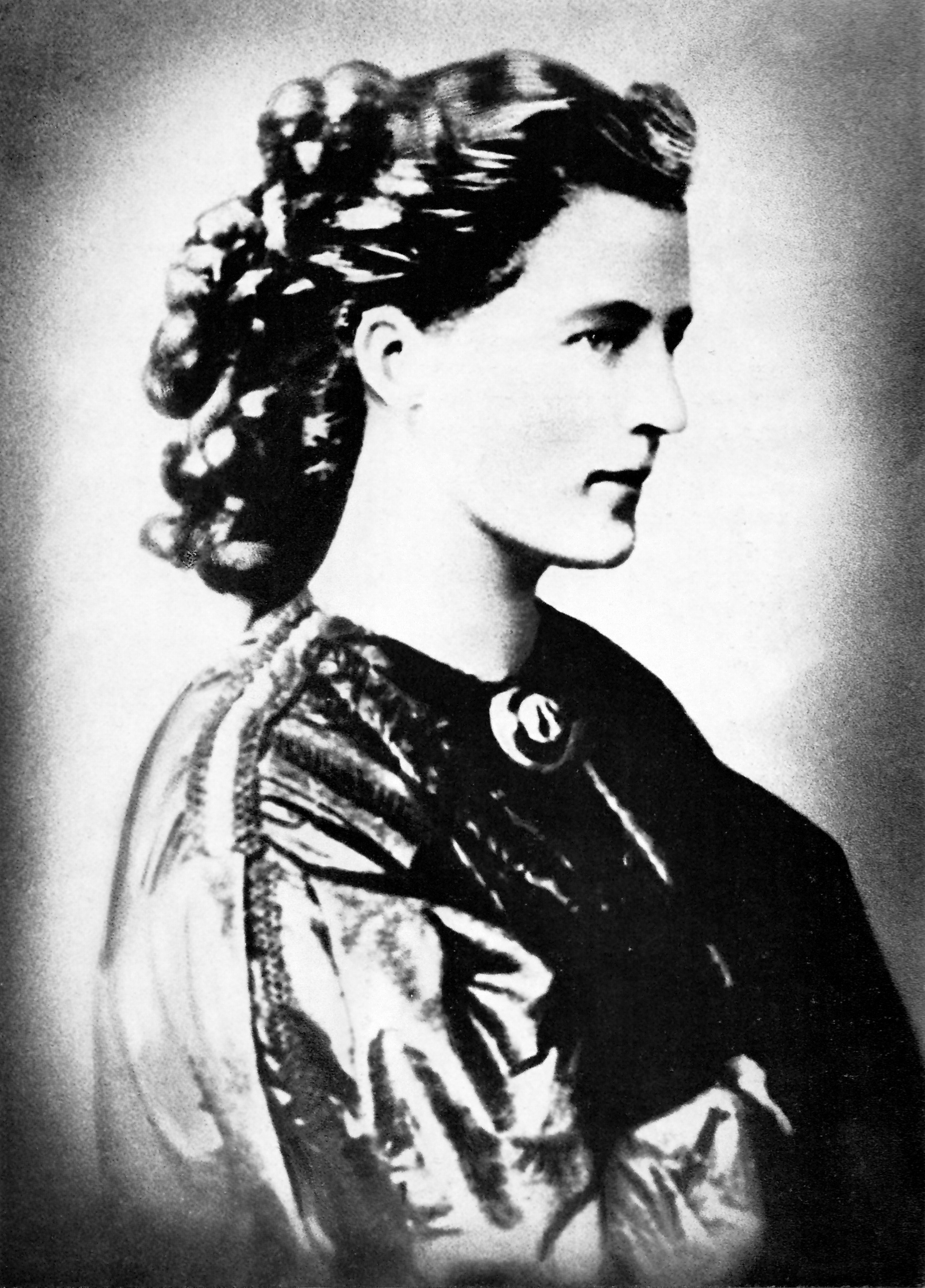
Sophie von Hatzfeldt (1805–1881)

- Hatzfeldt-Trachenberg, Maximilian von (1813–1859), preußischer Diplomat und Gesandter
- Hatzfeldt-Wildenburg, Hermann von (1867–1941), deutscher Diplomat und Großgrundbesitzer
- Hatzianestis, Georgios (1863–1922), griechischer General
- Hatzidakis, osmanischer Sportschütze
- Hatzig, Carl (1838–1914), deutscher Apotheker, Manager und Verbandsfunktionär sowie Unternehmer in Deutsch-Ostafrika
- Hatzigeorgiou, Michel (* 1961), belgischer Jazz- und Fusionmusiker (E-Bass, Komposition)
- Hatzigiannis, Kyriakos (* 1963), zyprischer Politiker
- Hatzigiannis, Michalis (* 1978), zyprischer Sänger und Komponist
- Hatzinger, Hans (* 1887), deutscher Verbandsfunktionär
- Hatzinger, Olga (1876–1967), österreichische Schriftstellerin
- Hatzipanagis, Vassilis (* 1954), sowjetisch-griechischer Fußballspieler
- Hatzis, Christos (* 1953), kanadischer Komponist
- Hatzius, Friedrich (1815–1889), deutscher Gutsbesitzer und Politiker
- Hatzius, Jan (* 1968), deutscher Ökonom
- Hatzius, Michael (* 1982), deutscher Puppenspieler und SchauspielerMichael Hatzius (* 1982)

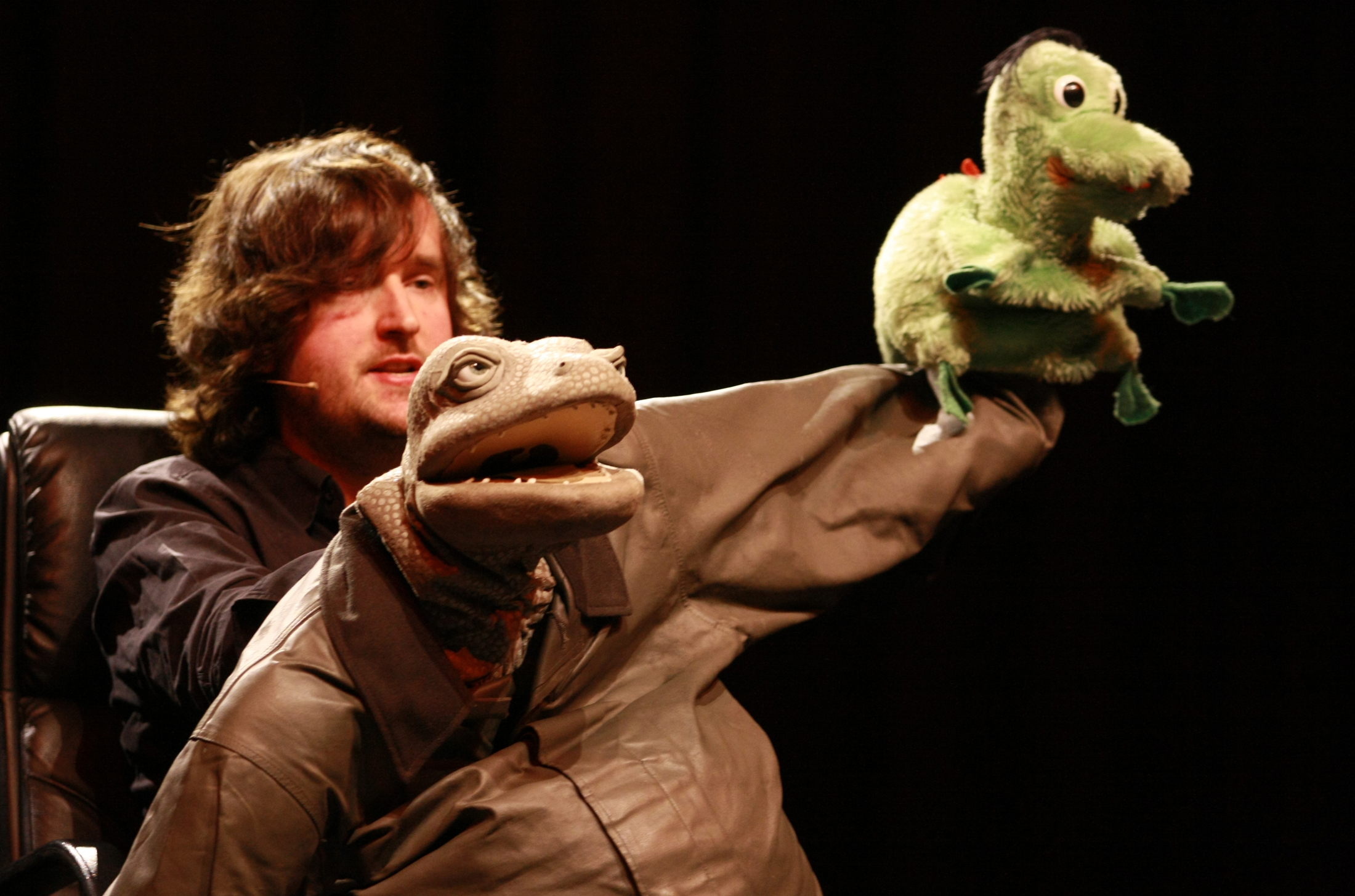
Michael Hatzius (* 1982)

- Hatzky, Christine (* 1965), deutsche Neuzeithistorikerin und Hochschullehrerin
- Hatzky, Fritz Carl (1889–1962), deutscher Politiker (SPD) und Gewerkschafter
- Hatzky, Sabrina (* 1982), deutsche Ju-Jutsu-Kämpferin
- Hatzky, Wolfgang (* 1975), deutscher American-Football-Spieler
- Hatzl, Eva-Maria (* 1953), österreichische Beamtin und Politikerin (SPÖ), Landtagsabgeordnete
- Hatzl, Johann (1942–2011), österreichischer Politiker (SPÖ), Landtagsabgeordneter, Abgeordneter zum Nationalrat
- Hatzl, Simon (* 1973), österreichischer Schauspieler
- Hatzler, Hugo (1872–1955), deutscher Maler des Jugendstils
- Hätzlerin, Clara, Lohnschreiberin
- Hatzmann, Heike (* 1959), deutsche Politikerin (FDP), MdL
- Hatzmann, Rita (* 1978), österreichische Schauspielerin
- Hatzold, Rudolf (1884–1950), deutscher Fotograf
- Hatzsch, Gunther (* 1941), deutscher Lehrer und Politiker (SPD), MdL